# Pampered Menial
Albums de Pavlov's Dog
At The Sound Of The Bell
(1976)
Pampered Menial, sorti en 1975, est le premier album du groupe de rock progressif américain Pavlov's Dog.
La première face de l'album commence par leur morceau le plus connu, Julia, qui a révélé la voix haut perchée de David Surkamp.

## Pochette
La pochette de l'album, très esthétique, reproduit des gravures publiées par Edwin Landseer en 1849, représentant des chiens (en écho au nom du groupe) : un chien de ferme, un chien assis dans une chambre bourgeoise et un groupe de chiens assis devant un joueur de cornemuse.
L'intérieur de la jaquette montre également les portraits des sept membres du groupe portant dans les bras un chien blanc appelé Horace.

## Liste des morceaux
1. Julia
2. Late November
3. Song Dance
4. Fast Gun
5. Natchez Trace
6. Theme from Subway Sue
7. Episode
8. Preludin
9. Of Once and Future Kings

## Musiciens
- David Surkamp : chant, guitare
- David Hamilton : claviers
- Doug Rayburn : mellotron, flûte
- Mike Safron : percussions
- Rick Stockton : guitare basse
- Siegfried Carver : violon
- Steve Scorfina : guitare